# Burksiella spirita
Burksiella spirita är en stekelart som först beskrevs av Alexandre Arsène Girault 1918.  Burksiella spirita ingår i släktet Burksiella och familjen hårstrimsteklar. Inga underarter finns listade.